# Atak banzai
Atak banzai (jap. 萬歳突撃 banzai totsugeki; również szarża banzai) – termin używany przez aliantów podczas II wojny światowej w odniesieniu do frontalnych ataków na bagnety organizowanych przez jednostki piechoty Cesarskiej Armii Japońskiej.

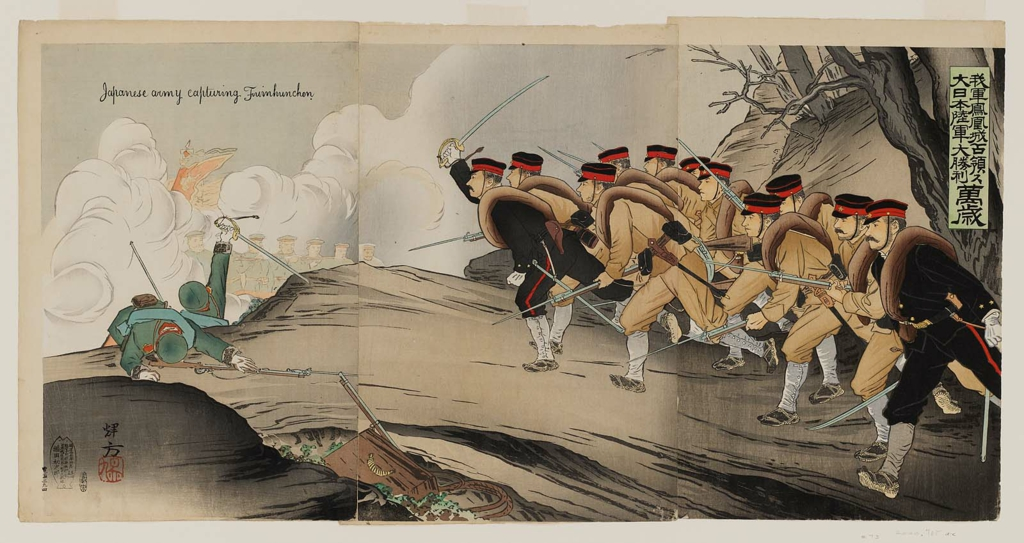
Atak banzai żołnierzy japońskich na pozycje rosyjskie podczas wojny rosyjsko-japońskiej (1904–1905)

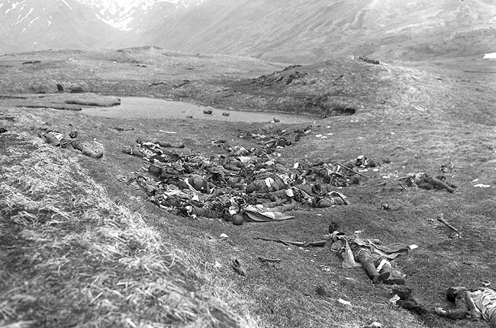
Zwłoki żołnierzy japońskich zabitych przez Amerykanów w wyniku nieudanym ataku banzai 29 maja 1943 roku podczas bitwy o Attu, stoczonej w ramach walk o Aleuty

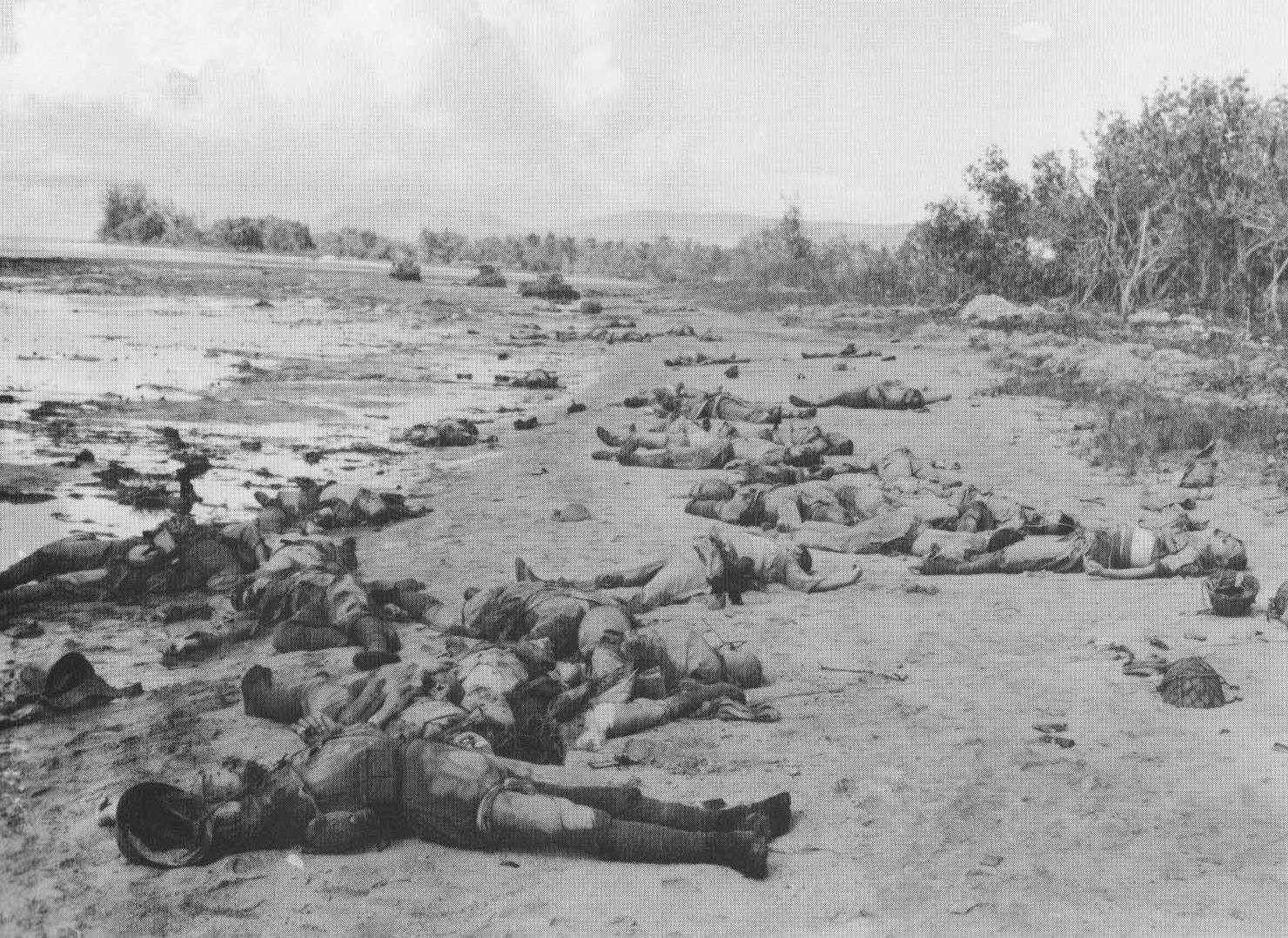
Zwłoki żołnierzy japońskich zabitych przez Amerykanów w wyniku nieudanego ataku na Guadalcanal w październiku 1942 roku lub w wyniku nieudanym ataku banzai na Saipanie w lipcu 1944 roku

Ataki banzai przeprowadzane były najczęściej w obliczu bliskiej klęski, jako ostatnia desperacka próba powstrzymania przeciwnika. Kojarzone są najczęściej z wojną na Pacyfiku, jednak ich geneza jest dużo wcześniejsza. Termin etymologicznie wywodzi się od japońskiego okrzyku bojowego „banzai!”.

## Pochodzenie
Banzai jest uważany za jedną z metod ataku samobójczego w obliczu zagrożenia dostaniem się do niewoli, nawiązującą do rytuału seppuku. Wraz z restauracją Meiji i wojnami z dynastią Qing i Rosją, militarystyczny rząd Japonii przyjął zbiór zasad etycznych bushidō, aby uzależnić ludność kraju od ideologicznego posłuszeństwa cesarzowi. Będąc pod wrażeniem tego, jak samurajów szkolono do popełnienia samobójstwa, gdy miało ich spotkać wielkie upokorzenie, rząd wpoił żołnierzom, że poddanie się wrogowi jest większym upokorzeniem niż śmierć. Samobójstwo Takamoriego Saigō, przywódcy samurajów podczas restauracji Meiji, również zainspirowało naród do idealizacji śmierci w bitwie oraz do uznania samobójstwa za honorową akcję ostateczną.
Podczas oblężenia Port Artur w czasie wojny rosyjsko-japońskiej, Japończycy przeprowadzali atak banzai na rosyjską artylerię i karabiny maszynowe, co kończyło się masakrą. Ponieważ wojska japońskie poniosły ogromne straty, w jednym z opisów padło stwierdzenie, że „gruba, nieprzerwana masa trupów pokryła zimną ziemię jak kołdra”.
W latach 30. XX wieku Japończycy uznali ten rodzaj ataku za skuteczny podczas wojny z Chinami. Stało się to przyjętą taktyką wojskową w Cesarskiej Armii Japońskiej, gdzie liczebnie słabsze siły japońskie, wykorzystując swoje lepsze wyszkolenie i bagnety, były w stanie pokonać liczebniejsze siły chińskie. Japończycy nie mieli tutaj do czynienia ze zmasowaną bronią automatyczną, ale raczej z chińskim karabinem powtarzalnym, który nie mógł strzelać tak szybko jak karabin maszynowy.

## II wojna światowa
W okresie II wojny światowej militarystyczny rząd japoński rozpowszechniał propagandę, która idealizowała ataki samobójcze, wykorzystując jedną z cnót bushidō jako podstawę kampanii wojennych. Rząd japoński przedstawił wojnę jako oczyszczającą, a śmierć zdefiniował jako obowiązek.
Podczas amerykańskiego rajdu na atol Makin w sierpniu 1942 roku, amerykańscy marines zauważyli i zabili japońskie załogi stanowisk karabinów maszynowych. Następnie Japończycy przypuścili atak banzai z bagnetami i mieczami, ale zostali zatrzymani przez amerykańską siłę ognia. Schemat powtarzał się w kolejnych atakach z podobnymi skutkami.
W czasie kampanii na Wyspach Salomona 21 sierpnia 1942 roku pułkownik Kiyonao Ichiki poprowadził 800 żołnierzy do bezpośredniego ataku na amerykańską linię strzegącą lotniska Henderson Field w bitwie pod Tenaru. Po starciu bojowym na małą skalę w dżungli żołnierze Ichikiego przeprowadzili atak banzai przeciwko zorganizowanej amerykańskiej linii obronnej, jednak większość Japończyków zginęła, a Ichiki popełnił samobójstwo.
29 maja 1943 roku, podczas bitwy o Attu w czasie walk o Aleuty, oblężeni żołnierze japońscy pod dowództwem pułkownika Yasuyo Yamasakiego rozpoczęli atak banzai na linie amerykańskie w pobliżu zatoczki Massacre Bay. Pomimo intensywnych walk wojska japońskie zostały szybko zniszczone. Pod koniec bitwy z sił japońskich, które pierwotnie liczyły około 2600 żołnierzy, pozostało tylko 28, podczas gdy Amerykanie stracili 549 z 15 000 walczących.
Największy atak banzai w II wojnie światowej miała miejsce podczas bitwy o Saipan w czasie walk o archipelag Marianów. Generał Yoshitsugu Saitō zebrał prawie 4300 japońskich żołnierzy (w tym rannych) i kilku cywilów, wielu nieuzbrojonych, i zarządził szturm. 7 lipca 1944 roku uderzył bezpośrednio w 1. i 2. batalion amerykańskiego 105. pułku piechoty, który stracił prawie 2000 żołnierzy w 15-godzinnej bitwie. Atak został ostatecznie odparty, a prawie wszyscy japońscy żołnierze biorący udział w ataku zginęli.
Niektórzy japońscy dowódcy, tacy jak generał Tadamichi Kuribayashi, zabronili swoim ludziom wykonywania ataków banzai, co zaskoczyło Amerykanów, którzy byli przekonani, że Japończycy dowodzeni przez Kuribayashiego będą dokonywać takich ataków w bitwie o Iwo Jimę w lutym-marcu 1945 roku.